# Tor Karling
Tor Gustav Karling, född 14 juni 1909 i Hangö, Finland, död 23 september 1998 i Täby, var en finsk-svensk zoolog. Han var son till Probus Karling och Nanny Karling, född Hägert. Gift 1935 med gymnasieadjunkt Anna-Lisa Biskop.
Karling blev 1940 filosofie doktor vid Helsingfors universitet och var verksam som läroverkslektor i Hangö 1934–1951 samt rektor där 1940–1951. Han var intendent vid Naturhistoriska riksmuseet i Stockholm 1951–1956, docent i zoologi vid Stockholms universitet 1956 och lektor vid Statens normalskola 1956–1967. Karling var 1967–1975 professor i evertebratzoologi vid Naturhistoriska riksmuseet, och 1974 valdes han till ledamot av Vetenskapsakademien. Han var huvudredaktör för Zoologica Scripta 1971–1976. Makarna Karling är begravda på Täby norra begravningsplats.